# Республиканские выборы в СССР (1938)
В июне 1938 году в Союзе Советских Социалистических Республик прошли республиканские выборы в Верховные Советы в 11 союзных республик.

## Предыстория
5 декабря 1936 года была принята так называемая Сталинская конституция 1936 года, которая разделила ветви власти на Исполнительную (Совет Народных Комиссаров) и Законодательную (Верховный Совет). Как итог, конституции союзных республик были также отредактированы к 1937 году, и в них появился такой же принцип разделения властей, благодаря чему на территориях оных власть де-юре перешла в пользу Верховных Советов ССР. По этой причине, в 1938 году были прошли первые прямые выборы в институционализированные парламентские структуры, однако фактически их проведение жёстко контролировалось НКВД и местными политическими силами, из-за чего об их свободности говорить не приходилось.

## Ход выборов
Выборы не отличались альтернативными кандидатами, и зачастую в списках был лишь один пункт — официально одобренный депутат от органов местной власти. Ход голосования находился под прямым надзором сил НКВД, а для голосования против всех использовалась отдельная урна. При этом, оппозиционно настроенные граждане и социальные категории на законодательном уровне лишались права голоса. Так, суммарно около 5 100 000 человек было лишено права голоса в 1938 году.
При этом, любые попытки протолкнуть независимого кандидата рассматривались как катастрофа, и в эпоху Великого террора это приводило к тому, что подобные инициативы приводили к арестам, запугиванию, угрозам и даже насилию с целью обеспечения победы коммунистических сил любой ценой.
Выборы готовились заранее силами НКВД, и любое промедление, переносы собраний или иные замедления по подготовкам к выборам приводили к тому, что виновные часто обвинялись в саботаже, диверсионно-повстанческой деятельности или контрреволюцией. Особое внимание уделялось крестьянству и деревням, которые итак до этого были не очень лояльными советским властям, и в рамках подготовки идеализированных сталинских выборов, которые были по своей сути, демонстрацией миру и внутренним силам власти Сталина, легитимизации власти ВКП(б), данные события считались угрожающими и даже если подобные промедления были ненамеренными — карались крайне жестоко.

Сами избиратели, то и дело, высказывали негативное мнение о выборах. Особенно возмущение приобрело масштаб среди крестьянских общин, о чём активно сообщало НКВД в докладных записках:
Зачем вы закрываете нам глаза, большевики только хвастают, разукрашивают в газетах, а на самом деле этого нет, колхозники ходят нищие, голые, голодные, при старой власти крестьянам жилось лучше.
Выборы являются фиктивными, кого коммунисты захотят, того и проведут, как до, так и после выборов, положение населения не улучшится, те, кто будут участвовать в выборах, понесут кару.
Это не выборы, и мы не выбираем, за нас выбирают, мы только опускаем бюллетени
Выбирать правителей нас заставляют, но спрашивать у нас, как делать, чтобы лучше нам жилось, — не спрашивают. Выбирать не нужно, назначили бы кого им надо, и все
Тех, кого мы раньше избирали в Верховный Совет, уже арестовали как троцкистов, так что теперь тоже изберем таких, которые тоже окажутся троцкистами. Поэтому больше голосовать не надо
| Страна  | Дата    | Выборы                                  | Итоги      | Примечания        |
| ------- | ------- | --------------------------------------- | ---------- | ----------------- |
| АзССР   | 24 июня | Выборы в Верховный Совет АзССР (1938)   | 310 из 310 |                   |
| АрССР   |         | Выборы в Верховный Совет АрССР (1938)   | 340 из 340 |                   |
| БССР    |         | Выборы в Верховный Совет БССР (1938)    | 273 из 273 |                   |
| ГССР    | 12 июня | Выборы в Верховный Совет ГССР (1938)    | 237 из 237 |                   |
| КазССР  | 24 июня | Выборы в Верховный Совет КазССР (1938)  | 300 из 300 |                   |
| КирССР  | 24 июня | Выборы в Верховный Совет КирССР (1938)  | 284 из 284 |                   |
| РСФСР   | 26 июня | Выборы в Верховный Совет РСФСР (1938)   | 568 из 727 |                   |
| ТаджССР |         | Выборы в Верховный Совет ТаджССР (1938) | ???        | Состав неизвестен |
| ТурССР  |         | Выборы в Верховный Совет ТурССР (1938)  | ???        | Состав неизвестен |
| УзССР   |         | Выборы в Верховный Совет УзССР (1938)   | ???        | Состав неизвестен |
| УССР    | 26 июня | Выборы в Верховный Совет УССР (1938)    | 222 из 304 |                   |